# Napoléon (ferry de 1959)
Pour les articles homonymes, voir Napoléon (homonymie).
Le Napoléon est un ferry construit de 1958 à 1959 par les Forges et Chantiers de la Méditerranée pour la Compagnie générale transatlantique. Mis en service en janvier 1960 sur les lignes entre le continent et la Corse, il est le premier car-ferry de la compagnie mais aussi le premier à naviguer sur la Méditerranée. Transféré en 1969 à la Compagnie générale transméditerranéenne, il navigue pour celle-ci jusqu'à son retrait fin 1973. Vendu à un armateur saoudien en 1974, il continue à servir en mer Rouge sous le nom d‘Al Pasha (arabe : آل باشا, Al Basha) jusqu'en 1987. Il est par la suite démoli en 1988.

## Histoire

### Origines
En 1948, la Compagnie générale transatlantique se voit attribuer la concession de la desserte des lignes de la Corse. Héritant d'une flotte ayant souffert de la Seconde Guerre mondiale, la Transat parvient cependant à la faire évoluer et la moderniser. Au début des années 1950, le trafic des lignes de la Corse est en constante hausse, marquée par l'augmentation des passagers voyageant avec leurs véhicules, en effet, depuis la fin de la guerre, l'automobile se démocratise de plus en plus en France et devient le moyen de transport familial dominant, ce qui n'est pas sans conséquence pour la Transat qui enregistre un pic de saturation à chaque saison estivale. 
Dès 1955 se pose le problème du remplacement du paquebot Ville d’Ajaccio, mis en service en 1929. Il apparaît nécessaire de doter la flotte d’une unité capable de répondre efficacement à la demande sans cesse en augmentation des voitures accompagnées, notamment durant l’été. Plusieurs projets sont donc étudiés par les services de la Transat. La solution retenue sera un paquebot car-ferry inspiré du trafic transmanche. Il conciliera les exigences du trafic estival avec celles du trafic courant, en traversées de jour comme de nuit, aussi bien depuis Marseille que Nice.
Sur le plan technique, dans une longueur limitée à environ 110 mètres, en raison de la dimension des plans d’eau des ports corses et de Nice, il s’agit de superposer à un vaste garage les aménagements d’un paquebot classique. Le pont garage devra être autant que possible de plain-pied pour faciliter les opérations commerciales. Le principal écueil va alors consister à obtenir un appareil de propulsion le moins volumineux possible. En effet, un pont garage à hauteur de quai doit être un pont de cloisonnement. Cette condition impose un compartimentage transversal des fonds très serré pour satisfaire aux normes de sécurité en vigueur. Le navire devra de ce fait avoir dix cloisons étanches transversales déterminant neuf compartiments, induisant un compartiment moteur d’une longueur inférieure à douze mètres. Le dispositif de propulsion devra proposer une hauteur et une longueur réduites et impliquer un tambour machine peu encombrant, afin de ne pas trop empiéter sur le garage. C’est ce problème qui sera résolu à la fois par les chantiers de construction, les Forges et Chantiers de la Méditerranée, et le constructeur de l’appareil moteur, la Société générale de construction mécanique. Le choix va se porter sur quatre moteurs Pielstick, logés dans un espace de 11,60 mètres de long, 15,50 mètres de large et 5,30 mètres de haut. Quant aux divers appareils auxiliaires, ils trouveront leur place dans un compartiment sensiblement de même taille à l’avant du compartiment moteur. L’accent est également mis sur la manœuvrabilité, en raison de l’exiguïté de la plupart des plans d’eau rencontrés. Le navire va être ainsi équipé d’un propulseur d’étrave. Grâce à cela, à la rapidité de réponse des hélices réglées au pas optimum de manœuvre, et à la souplesse de renversement de marche des moteurs, le navire est ainsi assuré d’évoluer dans les meilleures conditions. 
Les locaux communs, climatisés, innovent également avec un restaurant snack qui permet de ne plus réserver un titre de passage incluant obligatoirement le repas. Enfin, dans des locaux à la décoration inspirée du style Empire, la sonorisation musicale et l’installation de la télévision contribuent à donner la sensation d’un voyage d’agrément. La sécurité apporte aussi son lot de nouveautés : des canots pneumatiques en containers et un dispositif d’évacuation par deux toboggans apparaissent. Enfin, la cheminée de type «Strombos», du nom de l’ingénieur qui l’a imaginée, est prévue pour que la fumée ne se rabatte pas sur le pont. Le navire est baptisé Napoléon en référence à Napoléon Bonaparte, originaire de Corse.

### Construction
Le contrat de construction entre la Compagnie générale transatlantique et les Forges et Chantiers de la Méditerranée est signé le 14 décembre 1956. La mise sur cale a lieu le 7 septembre 1958 et le navire est lancé le 4 avril 1959. Les essais à la mer se déroulent les 17 et 18 décembre 1959, le navire atteint la vitesse de 20 nœuds à pleine puissance et 16 nœuds sur deux moteurs, soit la vitesse en service d’un navire comme le paquebot Cyrnos de 1929. Le Napoléon est livré à la Transat le 28 décembre 1959.

### Service
Le Napoléon est présenté au monde maritime le 2 janvier 1960 à Marseille. 800 personnalités sont reçues à bord par le président de la Compagnie générale transatlantique, Jean Marie, le directeur de la Transat à Marseille, M. Stupfler et le commandant Charles Martel. Il appareille le lendemain à 13h00 avec à son bord 174 passagers, dont de nombreuses personnalités parmi lesquelles le président de la Transat, la marraine du navire, Mme Trojani, de nombreux élus de Corse, les préfets des Bouches-du-Rhône, du Var, des Alpes-Maritimes et de Corse, pour une croisière inaugurale qui mènera le navire à Toulon, Calvi, Ajaccio, Portoferraio, Bastia et Nice. À chaque escale, le navire est accueilli par les personnalités locales et une population enthousiaste, ce qui transforme cette croisière en voyage triomphal. Ainsi, pour gagner Bastia, au lieu de se diriger directement vers ce port, le commandant Martel décide de se conduire au nord du Cap Corse, pour redescendre en naviguant à toucher la côte. Alertés par le son de la sirène du navire, les habitants des villages éparpillés sur le littoral accourent au rivage ou apparaissent aux fenêtres, tandis que les cloches des églises sonnent à la volée. Bientôt, deux avions, puis des hélicoptères viennent faire cortège au navire, qui s’amarre à 17h00 à Bastia. Le 6 janvier, le Napoléon accoste à 9h00 à Nice, accueilli avec les mêmes honneurs. La croisière se termine, mais les attentions de la compagnie se poursuivent envers ses invités jusqu’à l’arrivée du train Mistral à Paris. Quant au Napoléon, il n’en a pas encore terminé avec les honneurs et les festivités. Le lendemain, le navire appareille à 10h00 avec à son bord 341 passagers, salué par la musique des gardiens de la paix et les sirènes des bâtiments présents au port, dont le Sampiero Corso. Sous son grand pavois, le car-ferry longe la Promenade des Anglais, défile devant Antibes, saluant le fort Carré (où le général Bonaparte fut emprisonné), entre en rade du golfe Juan (où Napoléon débarqua à son retour de l’île d’Elbe), salue Cannes de quelques coups de sirènes et longe le Massif de l’Esterel jusqu’au cap Roux. Il vire ensuite de bord pour faire route à l’est et suivre de nouveau la côte du cap Ferrat à San Remo, saluant au passage Monaco, avant de remettre le cap sur Nice, où il vient s’amarrer vers 18h30. Il appareille le soir même pour Marseille. Il est à souligner que la Transat et la municipalité de Nice avaient uni leurs efforts pour faire de la réception et du séjour à Nice une manifestation qui entrait dans le cadre des festivités du centenaire de l'annexion du comté de Nice à la France. Le 8 janvier, le Napoléon effectue sa première traversée commerciale avec à son bord 270 personnes. 
Entre le 24 mars et le 19 juin, en raison de la grève des dockers du port de Nice, le Napoléon, comme les autres navires de la flotte, est détourné sur Monaco.
Le 23 juillet 1961, par temps calme, entre Nice et L'Île-Rousse vers 13h00, Grasse radio informe qu’un yacht monégasque, l’Arc en Ciel est en difficulté à 25 milles de Calvi. Un contact radio avec le yacht est alors établi et route est faite vers lui. A 15h30, l’Arc en Ciel est rejoint. Il a une entrée d’eau par son tube d’étambot cassé – son moteur est inutilisable et son gouvernail inopérant – et est immobilisé depuis la veille. Une vedette est alors mise à la mer pour lui passer une amarre. A 16h00, le yacht est pris en remorque à vitesse réduite. Le Napoléon fait de nouveau route vers L'Île-Rousse qui est atteint vers 19h30, sans incidents.
Le 6 décembre, alors que le Napoléon fait escale à Bastia depuis la veille, le vent de sud-ouest fraîchit par rafales vers 13h30 ; l’amarrage est alors immédiatement repris et renforcé. Vers 15h45, les rafales, que le navire supportait bien jusqu’alors, se renforcent soudain et atteignent une violence extrême. Le navire, giflé par bâbord et par tribord, rompt ses aussières et est rapidement drossé vers la digue est du port. L'équipage intervient immédiatement avec le démarrage des moteurs, qui avaient été préparés dès l’apparition du danger, de façon à freiner la dérive de l’arrière tandis que la dérive de l’avant est freinée par l’ancre tribord et le propulseur. Le navire parvient ainsi à passer entre les coffres du milieu du port et finit par accoster, brutalement en ne pouvant éviter une barque amarrée, au quai est de la digue du port. 85 m2 de couverture des ponts extérieurs ont été arrachées, ce qui témoigne de la violence extrême de la tornade dont a été victime le Napoléon. 
Du 27 au 30 juin 1962, le navire est réquisitionné afin de rapatrier les français d'Algérie. le Napoléon appareille de Marseille pour Oran, qu’il rallie le 29 juin. Il quitte le port algérien le même jour pour Toulon, où il arrive le 30 juin. C’est le seul voyage du navire dans le cadre du rapatriement des pieds-noirs. 
Le 26 août, entre Nice et L'Île-Rousse, à 14h00, des signaux fumigènes émis par le yacht Yasmina, stoppé depuis la veille, sont perçus depuis la passerelle. Ce navire avait lancé le matin même le signal de détresse mayday. Le Napoléon s’approche du yacht armé par trois marins qui le convoyaient de Marseille vers Ajaccio. De 14h30 à 15h15, le car-ferry manœuvre pour installer et passer la remorque et à 15h25 reprend sa route vers L'Île-Rousse à allure réduite où il arrive à 20h20.
En raison de l’incendie à bord du nouveau car-ferry Fred Scamaroni sur le point d'être achevé, le Napoléon assure journellement des traversées depuis Nice sur la Corse entre le 8 juillet et le 2 octobre 1965. Son équipage est double (celui du Fred Scamaroni ne subissant pas ainsi l’indisponibilité du navire), de telle sorte qu’il y a en permanence un équipage à bord et un autre à terre. Les membres d’équipage sont transférés par car entre le siège de la compagnie et le navire. C’est à la suite de cette situation que les car-ferries assureront des rotations accélérées sur la Corse en saison avec des relèves d’équipage.
Le 1er juillet 1969, le navire est transféré à la Compagnie générale transméditerranéenne, résultat de la fusion des services méditerranéens de la Compagnie générale transatlantique et de la Compagnie de navigation mixte. 
Le 5 octobre 1972, le Napoléon lors d’une escale à Nice, sert de cadre de tournage de scènes du film Profession : Aventuriers de Claude Mulot, pour le compte des studios de la Victorine, avec Nathalie Delon.
Le 1er décembre 1973, le Napoléon quitte pour la dernière fois la Corse à 22h00 pour Nice où il arrive à 7h50 le lendemain. Il quitte Nice à 8h30 pour Marseille. Le navire est désarmé le 5 décembre.
Remplacé par le nouveau car-ferry Provence sur les lignes de la Corse, le Napoléon est vendu à la compagnie saoudienne Saudi Lines le 22 mars 1974, le navire devient Al Pasha, sous pavillon saoudien et livré à son nouvel armateur le 13 mai. Il quitte Marseille le 24 mai à 8h40 pour Jeddah avec à son bord trois membres d’équipage de la CGTM qui participent au convoyage. L’Al Pasha entame alors une seconde carrière en mer Rouge jusqu'en 1987, date à laquelle il est retiré du service. Vendu à World Marine Sg & Tdg Co, le navire est échoué en 1988 à Gadani, où il est démoli,,.

## Aménagements

### Locaux communs
En 1re et 2e classe : une brasserie, un bar fumoir et salon, une véranda équipés de la télévision un pont promenade.

En 4e classe : des ponts abrités et un bar buffet

### Cabines
1re classe: 52 cabines pour 103 lits ainsi qu’un salon de 72 fauteuils.
2e classe: 50 cabines et 96 fauteuils ou sièges en salon.

## Caractéristiques
Le Napoléon mesurait 108,86 mètres de longueur pour 15,80 mètres de largeur, son tonnage était de 5 308 UMS. Le navire avait une capacité de 1 220 passagers répartis en quatre classes et était pourvu d'un garage pouvant contenir 100 véhicules et accessible par des portes rampes latérales et une à la poupe. La propulsion du Napoléon était assurée par 4 moteurs diesel Pielstick 6PC1L, 6 cylindres en ligne, développant une capacité de 7 680 ch faisant filer le navire à une vitesse de 18 nœuds. Le navire était en outre, doté d'un propulseur d’étrave Voith-Schneider de 230 ch. Il disposait de deux embarcations de sauvetage de taille moyenne d'une capacité de 47 personnes et deux embarcations plus petites d'une capacité de 18 personnes.

## Lignes desservies
Lors de sa carrière à la Compagnie générale transatlantique de 1959 à 1969 puis à la Compagnie générale transméditerranéenne de 1969 à 1973, le Napoléon effectuait principalement la desserte d'Ajaccio, Bastia, Calvi et Propriano au départ de Marseille, de Nice ou de Toulon, il effectuait occasionnellement, vers la fin de sa carrière, la desserte de l'Algérie sur les lignes Marseille - Alger, Marseille - Oran ou Marseille - Skikda.
À partir de 1974, le navire, renommé Al Pasha, naviguait en mer Rouge jusqu'à sa mise hors-service, en 1987.